# Rumba

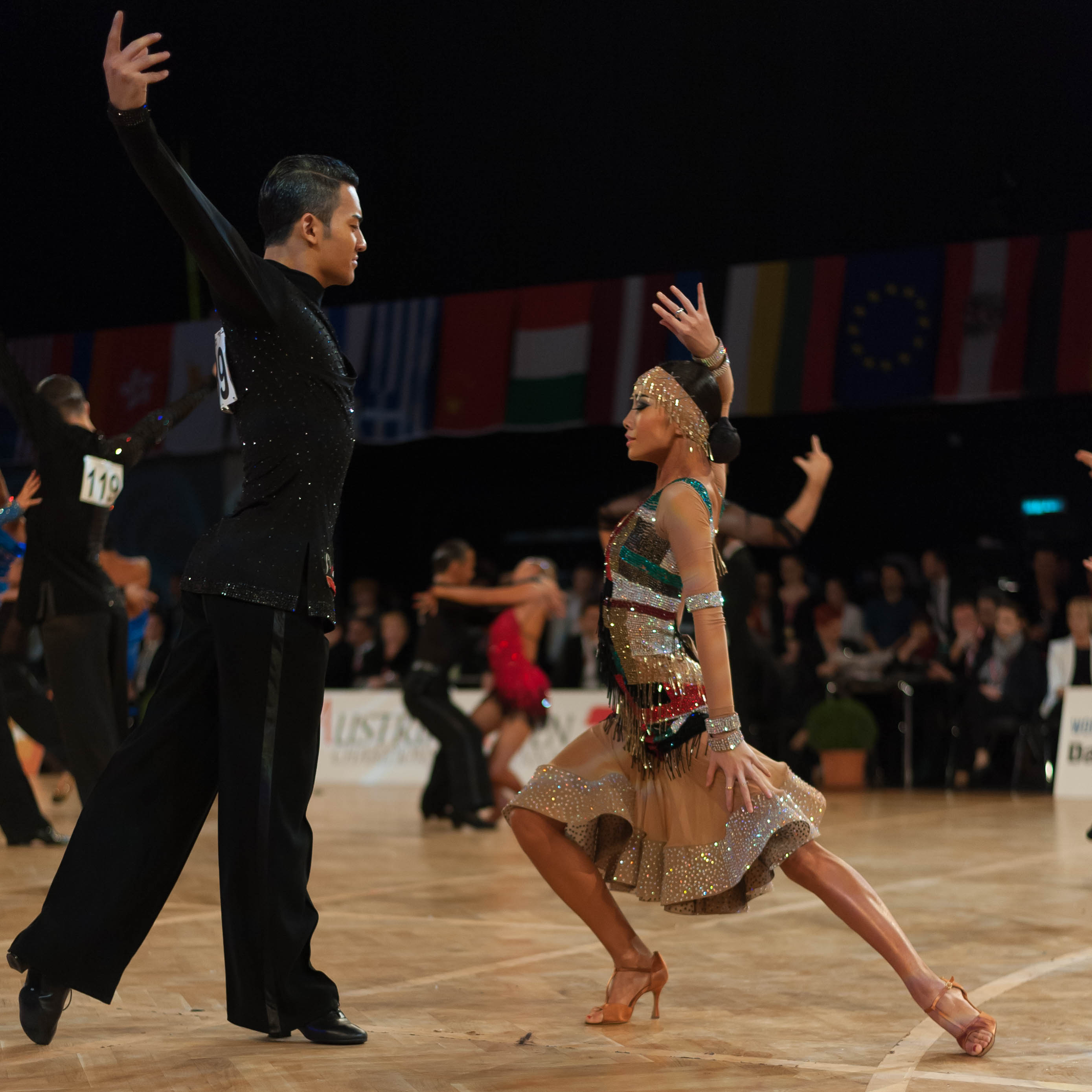
dansen van de rumba

Rumba is een muziek- en dansvorm die zijn oorsprong kent in Cuba.
Het woord zelf komt uit Spanje en betekent letterlijk 'feest'.
Een zanger doet zijn verhaal, enkel begeleid door percussie (enkele trommels of conga's en houten slagstaafjes, ook claves genoemd). Omstanders dansen, zingen en klappen mee. Door de Afrikaanse slavenhandel is deze manier van muziek maken naar het Amerikaanse continent - in dit geval Cuba - gebracht.
Daarnaast bestaat er ook een Spaanse rumba en een (weergekeerde) Afrikaanse rumba, beide geïnspireerd op die Cubaanse populaire muziek (son en salsa).

## Originele rumba
De originele Afrikaanse rumba werd zeer snel gedanst. De bewegingen van de man waren agressief en die van de vrouw defensief. Het is de dans van de haan en de hen.

## Cubaanse rumba
In Cuba evolueerde de rumba. Er zijn drie belangrijke vormen:
- De yambú: een trage vorm, waarin een landelijk verhaal verteld wordt. Meestal om het feest te beginnen, met plaats voor de dans van de ouderen.
- De guaguancó: sneller en vinniger. Een meer stadse vorm waarbij de verleiding in de dans centraal staat.
- De Columbia: zeer snel en virtuoos. Met een competitief element in een acrobatische solo-dans.

Deze Cubaanse rumba's worden uitgevoerd op de tumbadora's (conga's) (een soort trommel waarop met de hand geslagen wordt), de claves (twee stokjes) en de catá (een soort woodblock). De (rumba-)clave is de ritmische basis, de eerste twee in een vierkwartsmaat, de laatste in 6/8.

## Spaanse rumba
Ook Spanje kent een aantal rumba vormen: rumba Flamenca, de Catalaanse Rumba en de Galicische Rumba, welke hun eigen entiteit als muziekgenre hebben verworven. 
Rumba Flamenca is een van de "ir y vuelvo" (weggegaan en teruggekomen) stijlen in de Flamenco. De 'oer' rumba Flamenca ontstond in Cadíz en Sevilla vanuit de ritmen die Kongolese slaven op transport naar de 'Americanas' lieten horen.  Spaanse zeelieden brachten hun flamenco zangvorm mee. De slaven namen hun ritmes naar de Caraïben en Cuba. De 'blends' werden daar vervolmaakt. De rumba kwam retour naar Spanje, waar het evolueerde in verschillende stijlen en de oude rumba Flamenca moderniseerde. 

## Congolese rumba
Congolese rumba, (ook: Afrikaanse rumba) is een dansmuziekgenre uit Congo-Kinshasa en Congo-Brazzaville. Met zijn ritmes, melodieën en teksten heeft de Congolese rumba wereldwijde erkenning gekregen en blijft het een integraal onderdeel van het Afrikaanse muziekerfgoed. De Congolese rumba staat sinds december 2021 op de UNESCO-lijst van immaterieel cultureel erfgoed.  

### Rumba weer thuis
In de jaren '30 en '40 schonk Radio Congo Belge veel aandacht voor de Afro-Cubaanse son en rumbas, waardoor de muziek steeds populairder werd. Lokale bands speelden aanvankelijk Cubaanse covers, terwijl ze Spaanse teksten fonetisch zongen. Later schreven ze eigen Franse teksten, terwijl men trachtte de originele muziek te overtreffen. Deze muziek, "soukous" genoemd (Frans "secouer", schudden), smolt verschillende muzikale invloeden, waaronder Cubaanse rumba, traditionele Afrikaanse ritmes en Congolese volksmuziek samen.
Vanaf 1960 is de rumba stijl een gevestigd genre in Centraal-Afrika, zich uitrollend naar West- en Oost-Afrika.

## Rumba in het hedendaagse dansen
De rumba evolueerde naar een moderne dans nadat hij populair gemaakt werd door Xavier Cugat en zijn orkest in de Coconut Groove te Los Angeles tijdens de jaren twintig van vorige eeuw.
Rond 1954 werd de dans ook in Frankrijk en daarna in de rest van Europa ingevoerd en werd de uitvoering meer gestileerd met elegante bewegingen van armen en benen. De basis van die stijl werd gelegd door het dansduo Pierre en Lavelle in 1955.
Het ritme van de rumba werd met de tijd steeds trager.
De 14-voudige wereldkampioenen latindansen Donnie Burns en Gaynor Fairweather beïnvloedden die evolutie naar een nog trager ritme zodat ze snellere bewegingen konden maken in gesyncopeerde passen.
De rumba wordt gezien als de dans van de verleiding: in tegenstelling tot de Afrikaanse versie is het hier de vrouw die haar partner verleidt door hem beurtelings aan te trekken en dan weer af te wijzen.
Een typische beweging van de rumba ziet men vooral in de heup op de eerste van de vier tellen. In de basispas (van een vereenvoudigde versie) gaat dit als volgt: voor (tel 2)- terug (tel 3)- zij (tel 4)- nu pas gewicht op deze heup plaatsen en dit been strekken (tel 1) waardoor deze heup hoog komt en de andere laag.
De rumba in het stijldansen heeft een ritme van 24/26 maten per minuut. Dit tempo lag enkele jaren nog een tweetal maten hoger.
De rumba is een van de vijf latin competitiedansen en is daarin de dans waarin de meeste persoonlijke expressie gelegd wordt.

## Muziekvoorbeeld van 4/4 tegen 3+3+2
Voor buitenstaanders worden de originele rumba's als ritmisch zeer complex ervaren. In combinatie met andere instrumenten wordt dikwijls de volgende interpretatie toegepast:

## Unesco
Cubaanse rumba werd in 2016 toegevoegd aan de Unesco-lijst van immaterieel cultureel erfgoed van de mensheid.
- Bibliothèque nationale de France: cb12484950s (data)
- Gemeinsame Normdatei: 4178694-4
- Library of Congress Control Number: sh85115816
- Nationale Bibliotheek van Tsjechië: ph224444
- Nationale Bibliotheek van Israël: 987007548653405171